# オトコエシ
オトコエシ（男郎花、学名：Patrinia villosa）は、オミナエシ科の多年草。オミナエシに姿形は似ているが、花の色は白く、姿は遙かに逞しい。

## 特徴
多年生の草本。植物体全体にわたって毛が多い。初めは根出葉が発達するが、茎は立ち上がって高さ60-100cmに達する。根出葉は花が咲く頃には枯れる。葉は対生し、羽状に深く裂けるか、あるいは縁に鈍い鋸歯が並ぶ。
花期は8-10月。花序は集散花序で、多数の花を含む。そのような花序を散房状に付ける。花冠は先端が5つに裂け、径4mm。果実は倒卵形で長さ2-3mm、周囲には同心円状に広い翼が発達する。これは本来は果実基部の小苞で、それが果実を取り巻いて発達したものである。
果実に広い翼がある点は奇妙に見えるが、本属ではこれはあるのが普通で、オミナエシは例外的にこれを持たない。その中でも本種はよく発達する方である。

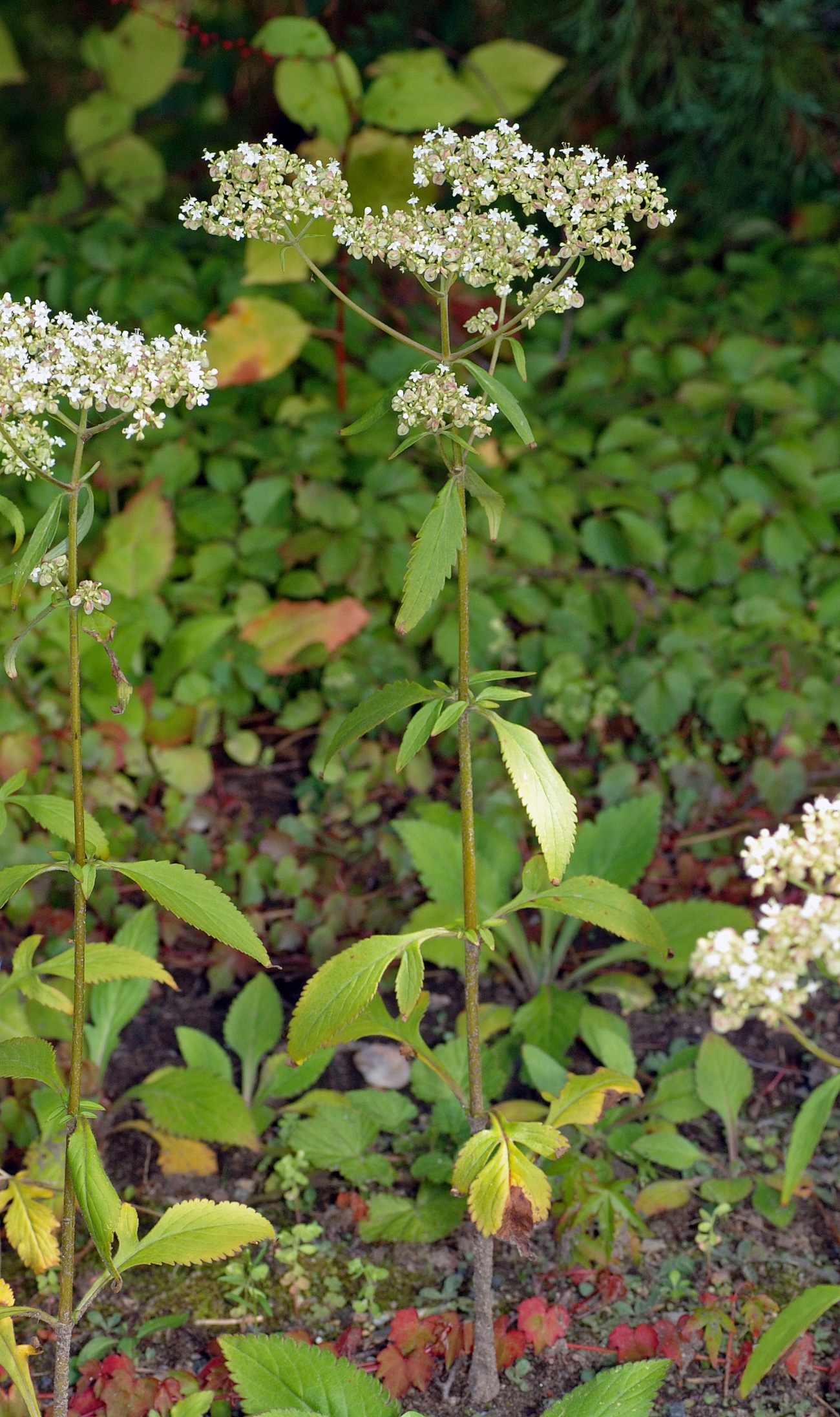
全草
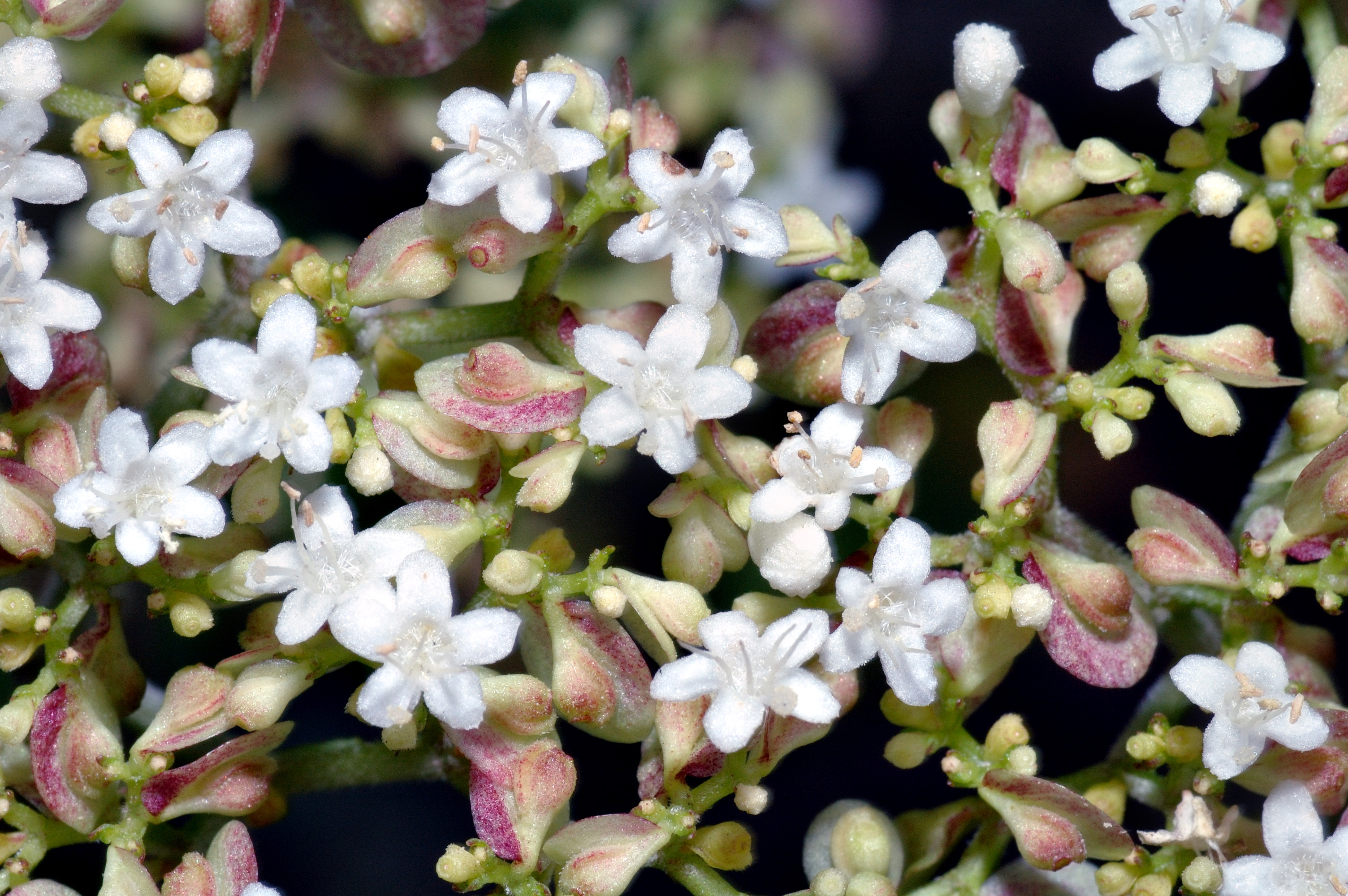
花序の拡大 翼を持つ果実が見える

### 名前の由来
和名はオミナエシに対立させる形で、より強豪であることを男性にたとえたものである。最後のエシは元来はヘシであり、またヘシはメシに変化する例もあり、そのため本種の別名としてオトコメシもある。漢名は敗醤（はいしょう）で、これは腐敗した味噌を意味し、本種を乾かすと嫌な臭いを発することによる。この悪臭については、むしろ生け花を挿した後の水で強く臭うとも言う。オミナエシ・オトコエシに共通するエシについては、ヘシが本来の形で、敗醤からなまったものであるとするのが有力とされる。ただし牧野(1961)ではこの語の意味は不明としている。この和名には漢字で男郎花を当てる例もある。
他方、本来の名がオトコメシであったろうとの観測もある。多田(1997)によると、オミナエシは女飯であり、これは黄色の花を粟飯に見立てての名であり、それに対して本種の白い花を白飯に、白米をたたえてオトコメシとしたものであるという。
いずれにしても、この両種が似ており、本種の方が全体に太く、毛深く、葉の裂片も大きい、要はごつい方が男との命名である。
他に別名としてチメクサも取り上げられている。また、地方によってトチナの名も知られる。さらに方言名としてオオトチ、シロアワバナも記録がある。
平安時代にはオホツチやチメクサが使われた。江戸時代には本種とオミナエシを明確に分けず、漢名である敗醤の白花・黄花としていたこともある。

## 分布と生育環境
日本では北海道から九州までと、それに琉球列島で奄美大島から知られる。国外では朝鮮と中国、シベリア東部に分布している。ちなみに奄美大島の分布に関しては初島(1975)などには記録が無く、それどころかオミナエシ科の項目すらない。つまり、これは琉球列島で唯一のオミナエシ科の分布と言うことになる。
草地や林縁など、山野の日当たりのよいところに生育し、よく見かける普通種である。また造成地によく出現する。本種は根本から地上に長い匍匐茎を出し、その先端に新たな苗を生じる。ただし草むらでは苗が地上に届かず、浮いた状態で枯死する例が多い。また株は花を咲かせるとしばしば枯死する。そのために本種は道路脇など攪乱の多い環境によく出現する。ほぼ同型のオミナエシが地下の根茎から新たな株を作り、より安定した環境で長く同一箇所に出現するのとは対照的でもある。

## 類似種など
オミナエシ属の植物は日本に6種ばかりあるが、本種以外は黄色い花を付ける。形態的に似ているのはオミナエシである。大きさや姿形には似た部分があるが、花が白く、毛が多いことなどで見た目の印象はかなり異なる。ついでに果実に翼がある点でもはっきりと違う。ただしこの両者には雑種が出来る。これをオトコオミナエシ P. ×hybrida Makino という。

### 系統の問題
日本産の本属の種のうちで、本種のみが4倍体であり、他のものは全て2倍体であることがわかっている。核形に関してはオミナエシに近く、これが2倍になったものに近い。本種は中国大陸で種分化した後に日本に入ったものと推定されている。

## 利用
薬用植物としては古くから知られたもので、『神農本草』(500年)にも記述が見られる。消炎や排膿、できものや浮腫などに効果があるとされた。ただし、木村・木村(1964)では敗醤は確かに本種とされてきたが、実際には本種には薬効はないとする。他方、オミナエシには確かに効果があり、薬効成分も知られている。また敗醤の名も中国では別の種に当てられているという。
他に、飢饉の際に葉を食用にしたという。